# Jaume Tomàs i Sabaté
Jaume Tomàs i Sabaté (Sants, Barcelona, 1933 - Barcelona, 2010) fou un empresari català.

## Biografia
De jovenet va arribar a formar part del primer equip de bàsquet del FC Barcelona i del Sant Josep de Calassanç.
Es va llicenciar en econòmiques i era professor de la Càtedra d'Empresa Familiar de l'IESE. Entre 1992 i 1999 fou vicepresident del Cercle d'Economia. Va ser president i fundador, en primer lloc, de societats com Segasco i Acef. Entre els importants càrrecs que va exercir, figuren el de director general de Gallina Blanca, conseller delegat d'Agrolimen, president del Consell d'Administració de Fira de Barcelona i vocal del Consell del Banco Bilbao Vizcaya Argentaria (BBVA). El 2003 fou membre del Consell Social de la Generalitat de Catalunya.
El 2006 va rebre la Creu de Sant Jordi. També era membre del patronat dels Amics del MNAC. Morí el 16 de maig de 2010 a Barcelona, als 77 anys.